# Лудвиг Ернст фон Брауншвайг-Волфенбютел
Лудвиг Ернст фон Брауншвайг-Волфенбютел-Беверн (на немски: Ludwig Ernst von Braunschweig-Wolfenbüttel-Bevern; * 25 септември 1718 във Волфенбютел; † 12 май 1788 в Айзенах) от род Велфи е принц от Княжество Брауншвайг-Волфенбютел, херцог на Брауншвайг и Люнебург, през 1741 г. херцог на Курландия, пруски и нидерландски генералкапитан (1751 – 1766), от 1753 г. имперски генерал-фелдмаршал и от 1759 до 1766 г. регент на Нидерландия като опекун на малолетния Вилхелм V от Орания, след това нидерлански фелдмаршал и таен съветник на принца.
Той е третият син на херцог и княз Фердинанд Албрехт II fon Брауншвайг-Волфенбютел (1680 – 1735) и съпругата му Антоанета Амалия фон Брауншвайг-Волфенбютел (1696 – 1762), дъщеря на херцог Лудвиг Рудолф фон Брауншвайг. Брат е на Карл I (1713 – 1780), Антон Улрих (1714 – 1774), Фердинанд (1721 – 1792), Албрехт (1725 – 1745) и Фридрих Франц (1732 – 1758).
През 1737 г. той започва военна кариера в имперската войска. Участва в турските войни до мира в Белград през септември 1739 г. Той е избран на 27 юни 1741 г. в Русия за херцог на Курландия, загубва титлата през 1741 г., задържан е в Русия и успява да се върне през пролетта 1742 г. в Германия. През 1744 г. е австрийски фелдмаршал, ранен е в битка на 30 септември 1745 г. На 11 октомври 1746 г. и през 1747 г. участва в Австрийската война за наследство против Франция.
През ноември 1750 г. по желание на Вилхелм IV от Орания той влиза като фелдмаршал във войската на Републиката на Седемте Обединени Провинции. След смъртта на Вилхелм IV на 22 октомври 1751 г. Лудвиг Ернст е номиниран за генералкапитан на провинциите. През октомври 1753 г. императорът и Райхстагът го номинират на имперски генерал-фелдмаршал. От 1759 г. брауншвайгските братя управляват цялата собственост на Оранската фамилия, докато Вилхелм V през 1766 г. поема функциите на баща си.
През 1781 г. Лудвиг Ернст е цел за подигравки на патриотите и напуска Нидерландия на 16 октомври 1784 г. Той живее малко в Аахен и от 1786 г. в Айзенаh, където заедно с Шльозер пише биографията и защитата си и я изпраща сам на роднини, князе и влиятелни личности. Малко след това излиза превод на книгата му на нидерландски и френски. Той е в близък контакт с двора във Ваймар, особено с племенницата му, херцогинята Анна Амалия и херцог Карл Август фон Саксония-Ваймар-Айзенах.
Лудвиг Ернст умира 1788 г. в Айзенах и е погребан в катедралата на Брауншвайг.